# Palatino (lettertype)
Palatino is een schreeflettertype, dat ontworpen is door Hermann Zapf in 1948. Het is een zeer bekend lettertype dat heel vaak is gebruikt. Het lettertype is vernoemd naar Giambattista Palatino, een 16e-eeuwse kalligraaf.
Sinds versie 7 wordt Palatino meegeleverd op Mac OS. In Microsoft Windows wordt het lettertype meegeleverd onder de volledige naam, Palatino Linotype.